# Abu Tig
Abu Tig (arabisch أبو تيج, DMG Abū Tīǧ) ist eine Stadt  in Ägypten innerhalb des Gouvernement Asyut mit ca. 96.000 Einwohnern.

## Geschichte
Abu Tig ist eine alte Stadt, die sich durch ihre archäologischen Stätte aus der Antike auszeichnet, einschließlich eines Obelisken mit einer Darstellung des Pharaos Hatschepsut und seiner Königin. Laut dem französischen Ägyptologen Henri Gauthier war der altägyptischer Name der Stadt „Pa-shna“, was übersetzt „Der Laden“ bedeutet, wohingegen die Griechen den Namen in „Apotheke“ (Altgriechisch: Ἀποθήκή) übersetzten und daher der moderne Name der Stadt kommt. Moscheen und Kirchen in Abu Tig stammen aus alten koptischen und islamischen Epochen. Während der napoleonischen Ära konnten Besucher in Abu Tig Bauchtänzerinnen finden. Hier gab es eine Schule für die Ausbildung von Bauchtänzerinnen, bis das öffentliche Bauchtanzen verboten wurde. Im frühen 19. Jahrhundert wurden Sklaven aus dem Sudan in der Nähe von Abu Tig kastriert.

## Bevölkerungsentwicklung
| Zensusjahr | Einwohnerzahl |
| ---------- | ------------- |
| 1996       | 59.474        |
| 2006       | 70.969        |
| 2018       | 95.815        |

## Wirtschaft
Abu Tig ist in ganz Ägypten für Kräuter und Pflanzen bekannt. In der Antike war und ist Abu-Tig die zentrale Drehscheibe für frisches Obst und Gemüse sowie Kräuter und Gewürze. Es ist nicht nur eine Handelsstadt, sondern auch berühmt für die El Farghal Moschee. Die El Farghal Moschee besitzt zwei Zwillingsminarette.